# Saint-Quentin-des-Prés
Saint-Quentin-des-Prés là một xã ở tỉnh Oise Hauts-de-France phía bắc Pháp. Xã Saint-Quentin-des-Prés nằm ở khu vực có độ cao trung bình 210 mét trên mực nước biển.